# سده ۲۲ (پیش از میلاد)

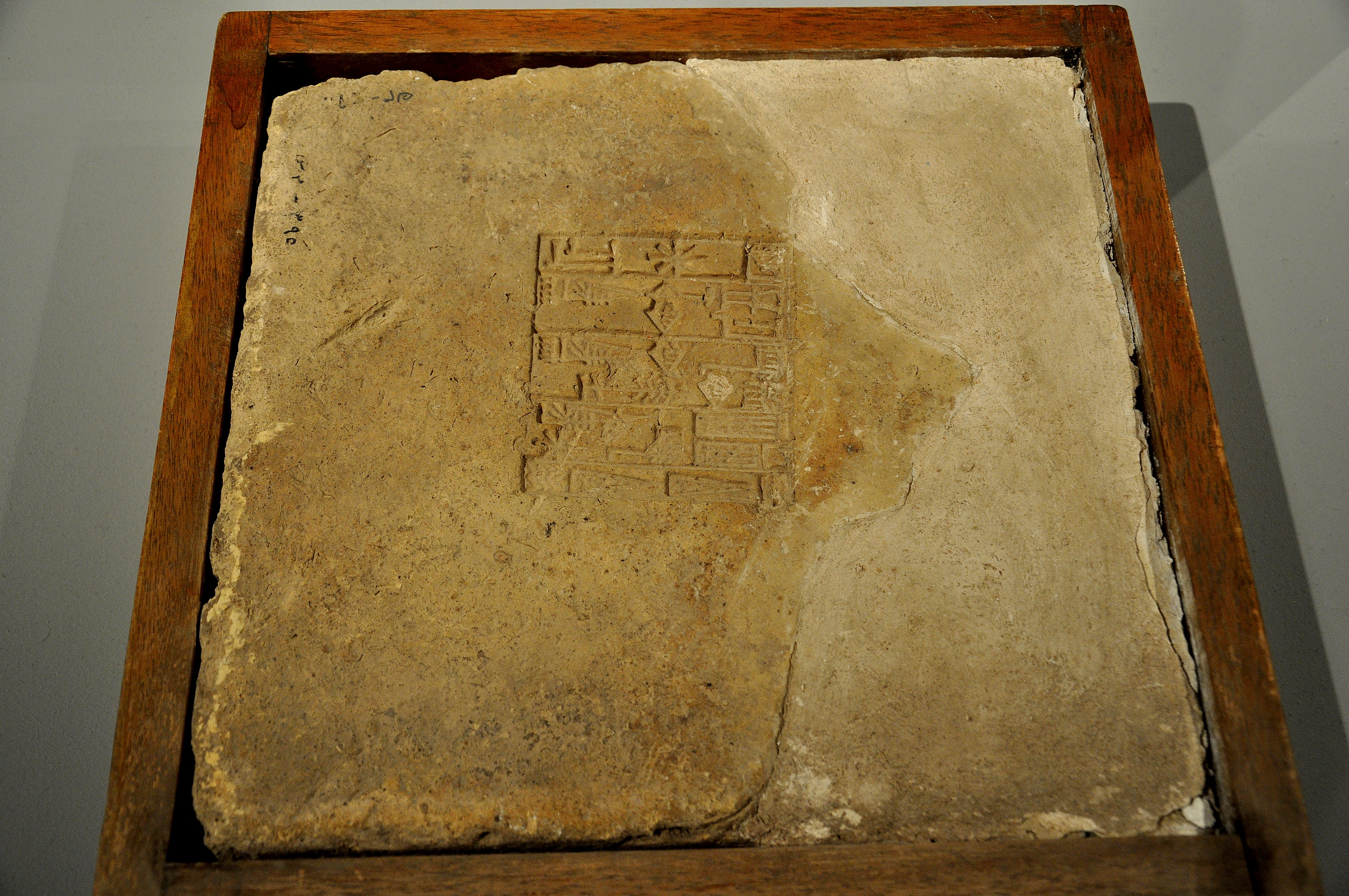
خشتی گلی که نام اور-نامو، پادشاه اور، بر آن حک شده است. موزه سلیمانیه، عراق.

(سده بیست‌وسوم پ.م. - سده بیست‌ودوم پیش از میلاد مسیح - سده بیست‌ویکم پ.م. - سده‌های دیگر)
قرن بیست و دوم پیش از میلاد، قرنی بود که از سال ۲۲۰۰ پیش از میلاد تا ۲۱۰۱ پیش از میلاد ادامه یافت.

## رخدادها
- رخداد ۴٫۲ هزار سال پیش: یک رویداد خشکسالی شدید که احتمالاً در تمام قرن ۲۲ پیش از میلاد ادامه داشته و باعث فروپاشی چندین تمدن دنیای قدیم شده است.[۱]
- ۲۲۱۷-۲۱۹۳ (پیش از میلاد)؛ تاخت و تاز کوچنشینان به اکد
- ۲۲۰۰ (پیش از میلاد)؛ ششمین دودمان پادشاهی مصر باستان به پایان رسید.
- حدود ۲۲۰۰ پیش از میلاد: آسترونزیایی‌ها در جریان گسترش خود به جزایر باتانز در مجمع‌الجزایر فیلیپین رسیدند.[۲]
- حدود ۲۲۱۸ پیش از میلاد: مهاجران باستانی از هند به استرالیا رسیدند و با بومیان استرالیا درآمیختند.[۳]
- ۲۱۹۰ (پیش از میلاد)؛ پادشاهی کهن در مصر باستان به پایان رسید و نخستین دوره میانه مصر -دربرگیرنده دودمانهای پادشاهی هفتم تا دهم- آغاز گشت.
- حدود ۲۱۸۴ پیش از میلاد: حکومت زودگذر مرنرع دوم در مصر.[۴]
- ۲۱۸۱ (پیش از میلاد)؛ در مصر:فرعون نیتوکریس درگذشت. پایان ششمین دودمان پادشاهی مصر باستان، آغاز فرمانروایی هفتمین دودمان پادشاهی مصر باستان و فرعون نفرکارای یکم.
- ۲۱۸۰ (پیش از میلاد)؛ امپراتوری اکد با تازش گوتیهایی که از کوهستانهای شمالی آمده بودند نابود گشت.
- ۲۱۷۳ (پیش از میلاد)؛ مصر:هفتمین دودمان پادشاهی مصر باستان به پایان رسید و دودمان هشتم آغاز به فرمانروایی کرد.
- ۲۱۶۰ (پیش از میلاد)؛ مصر:فرعون نفریرکارا درگذشت و دودمان هشتم پادشاهی به پایان رسید، نهمین دودمان پادشاهی مصر باستان با فرمانروایی فرعون نفرکاره آغاز شد.
- ۲۱۶۰ (پیش از میلاد)؛ دوره میانه مینوسی‌ها در کرت آغاز گشت.
- ۲۱۵۰-۲۰۳۰ (پیش از میلاد)؛ اسطوره گیلگمش نوشته شد.
- ۲۱۵۰پ‌م؛ شهر لاگاش.
- ۲۱۴۴ (پیش از میلاد)؛ آغاز فرمانروایی گوده‌آ بر لاگاش.
- ۲۱۳۸ (پیش از میلاد)؛ بابل: خورشیدگرفتگی در ۹ مه و ماه‌گرفتگی در ۲۴ مه رخ داد و چنین پنداشته شد که این سرچشمه گرفته از عروج شولگی فرمانروای بابل در بیسته و سه سال پیش از آن بوده‌است.
- ۲۱۳۰ (پیش از میلاد)؛ مصر:دودمان نهم پادشاهی مصر باستان به پایان رسید و دودمان دهم آغاز شد. جنگهای دودمان نهم آغاز گشت.
- حدود ۲۱۲۵ پیش از میلاد–۲۰۵۵ پیش از میلاد: «ماکت خانه و باغ، از تبس»، دودمان یازدهم مصر.[۵]
- ۲۱۲۴ (پیش از میلاد)؛ گوده‌آ فرمانروای لاگاش درگذشت.
- ۲۱۲۰ (پیش از میلاد)؛ بت گوده‌آ در استان ذی‌قار در عراق کنونی ساخته شد. این تندیس اکنون در موزه لوور در پاریس جای دارد.
- ۲۱۱۹-۲۱۱۳ (پیش از میلاد)؛ اوتوهگال نخستین فرمانروا از دودمان سوم اور.
- ۲۱۱۶-۲۱۱۰ (پیش از میلاد)؛ جنگ‌های اوروک و گوتی‌ها
- ۲۱۱۲-۲۰۹۵ (پیش از میلاد)؛ لشکرکشی سومر به فرماندهی اورنامو
- ۲۱۰۰ (پیش از میلاد)؛ آغاز فرمانروایی دودمان شیا در چین.

## چهره‌های برجسته
- گوده‌آ
- اورنامو